# Operation Bishop
1941

Versenkung der Force Z 
1942

C –
Ironclad 
1944

Diplomat –
Cockpit –
Transom –
Councillor –
Pedal –
Crimson –
Banquet –
Light –
Millet –
Outflank –

ab 22. Nov. als British Pacific Fleet Robson 
1945

Lentil –
Meridian –
Suffice –
Stacey –
Transport –
Onboard –
Penzance –
Passbook –
Sunfish –
Bishop –
Dukedom –
Mitre –
Irregular –
Balsam –
Bedlam Green –
Collie –
Livery –
Jurist –
Tiderace
Die Operation Bishop war ein Täuschungs-  und Deckungsplan der britischen Eastern Fleet für die Operation Dracula, die Einnahme der birmanischen Hauptstadt Rangun durch eine amphibische Landungsoperation der britisch-indischen 14. Armee unter General William Slim während des Pazifikkriegs im Zweiten Weltkrieg. Damit sollte ein Eingreifen der japanischen Marine verhindert werden.

## Vorgeschichte
Die Kaiserlich Japanische Armee hatte in der ersten Hälfte des Jahres 1942 mit der 15. Armee Burma erobert und die sich dort befindlichen britischen Einheiten aus dem Land gedrängt.
Nachdem im August 1943 von den Alliierten ein gemeinsames Südostasienkommando (SEAC) eingerichtet worden war, begannen Ende des Jahres die ersten Aktionen zur Rückeroberung Burmas. Im März 1944 schlug die Operation U-gō der Japaner fehl, die die Einnahme Imphals und Kohimas zum Ziel haben sollte
Anfang 1945 überschritt die britische 14. Armee unter General William Slim in der Operation Extended Capital den Irrawaddy und nahm im März 1945 Mandalay und Meiktila ein. Als nächster Schritt war die Einnahme der burmesischen Hauptstadt Rangun geplant. Dies sollte mittels der amphibischen Operation Dracula geschehen.

## Planung
Um einer Bedrohung der Operation durch japanische Bodentruppen aus Singapur zu begegnen, wurden die folgenden Vorkehrungen getroffen:
1. Alle verfügbaren Einheiten der Eastern Fleet fahren fort, in der Andamanensee zu operieren
2. Drei U-Boote fahren Patrouille in der südlichen Straße von Malakka
3. Sunderland- und Liberator-Flugzeuge der Royal Air Force, die an der Küste von Arakan stationiert sind, beginnen am 30. April mit Kreuzpatrouillen von South Andaman Island genau nach Osten zur Küste von Tenasserim[2]

Dazu war eine Deckungsoperation der Eastern Fleet vorgesehen, die den Artilleriebeschuss und Luftangriffe auf Car Nicobar, die nördlichste Inselgruppe der Nikobaren, und den Hafen von Port Blair in der Gruppe der Andamaneninseln vorsah.

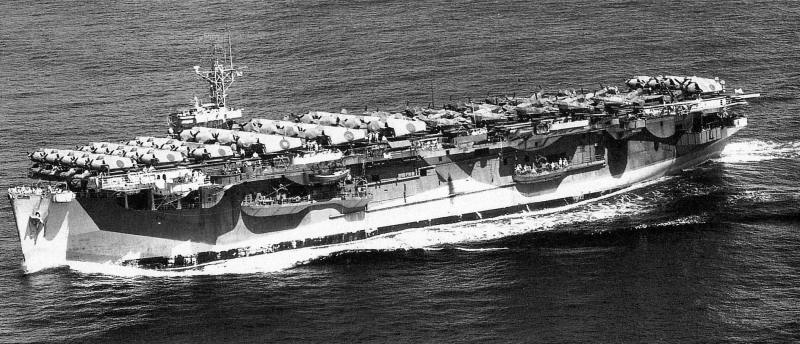
Der Geleitflugzeugträger Shah

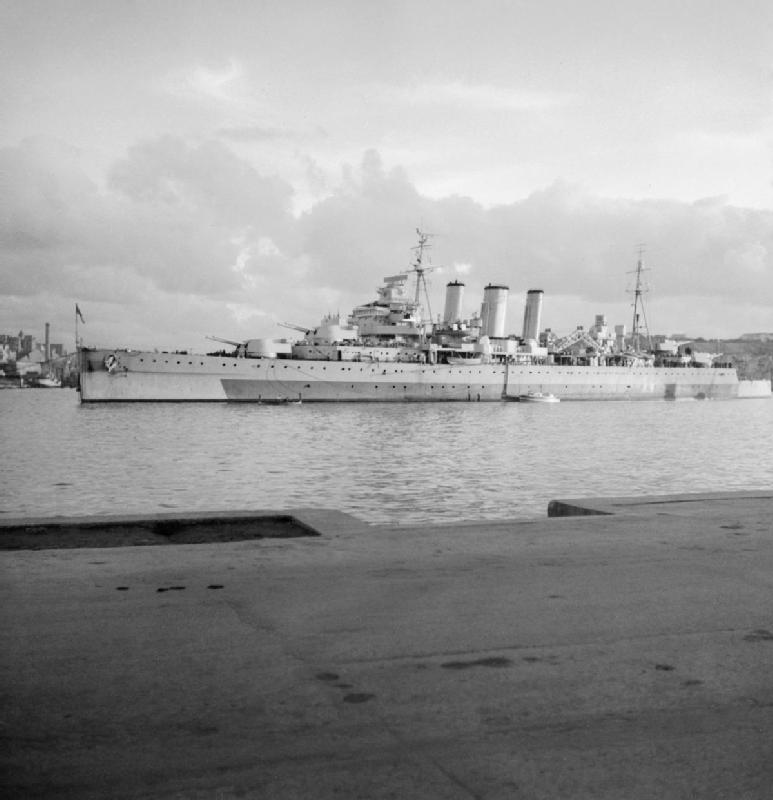
Der Schwere Kreuzer Cumberland

Für die Operation Bishop wurde die Task Force 63 der Eastern Fleet von Vizeadmiral Sir Arthur Power gebildet. Sie stand unter dem Kommando von Vizeadmiral Harold Walker.
Zur Task Force 63 gehörten die Schlachtschiffe Queen Elizabeth und Richelieu, die Geleitflugzeugträger Empress und Shah, die Schweren Kreuzer Suffolk und Cumberland, die Leichten Kreuzer Ceylon und Tromp, sowie eine Zerstörerflottille die aus der Nubian, Penn, Rotherham, Tartar und Verulam bestand. Zudem waren für den Nachschub die Tanker Easedale und Olwen vorgesehen, die vom Zerstörer Paladin eskortiert wurden. Sie bildeten die Task Force 69.

## Ausführung
Die Task Force 63 verließ Trincomalee auf Ceylon am 27. April. Kurzstreckenschiffe der Force 63 wurden am 29. April etwa 320 Kilometer westlich von Car Nicobar betankt. Die Schiffe rückten dann über den südlichen Batti-Malv-Kanal vor und führten am 30. April im Morgengrauen ein Bombardement und einen Luftangriff mit Hellcats auf die beiden Flugplätze von Car Nicobar durch. Port Blair wurde am Nachmittag dieses Tages ebenfalls bombardiert.
Auf dem Kreuzer Tromp gab es ein Todesopfer sowie sechs Verletzte. Zunächst wurde dies mehreren Nahtreffern durch Küstenbatterien zugeschrieben, jedoch später zu früh explodierten eigenen Granaten.
Am 1. Mai wurde Malakka angegriffen und Port Blair erneut am 2. Mai. Im Hafen von Port Blair wurden zwei kleinere Schiffe, eine Dschunke und ein Landungssteg in Brand gesetzt. Dabei ging eine Hellcat verloren.
Am folgenden Tag trennte sich die Task Force 63 in zwei Gruppen auf. Die beiden Geleitträger Empress und Shah, die Kreuzer Cumberland, Ceylon und Tromp, sowie die Zerstörer Penn und Tartar führten eine Aufklärung der Küstenschifffahrt zwischen Mergui und Victoria Point durch. Trägerflugzeuge bombardierten am 3. Mai ein 80-Tonnen-Küstenschiff im Fluss Tavoy und setzten es auf Grund.
Die Zerstörer Racehorse, Redoubt und Roebuck griffen unterdessen am 30. April Martaban an der Ostseite des Golfs von Martaban mittels ihrer Schiffsartillerie an und am 1. Mai bombardierten sie ebenfalls Car Nicobar. Dabei wurde am 30. April ein Konvoi mit neun Schiffen, der japanische Streitkräfte aus Rangun evakuierte, vollständig zerstört.

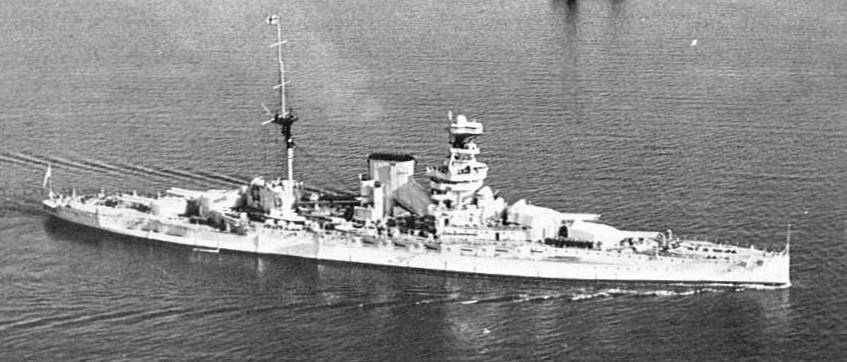
Das Schlachtschiff Queen Elizabeth

Das Schlachtschiff Queen Elizabeth beschoss am Nachmittag des 6. Mai mit Unterstützung der Rotherham, Saumarez, Venus, Vigilant und Verulam eine japanische Artilleriestellung am Stewart Sund. Es konnten vier Treffer erzielt werden.
Die Operation Bishop endete am 7. Mai mit einem letzten Angriff auf die Flugfelder bei Car Nicobar. Während der gesamten Operation kam es zu keinem japanischen Luftangriff. Die Schiffe der Task Force 63 erreichten am 9. Mai wieder Trincomalee.